# Scholz-Arena
Lo Städtisches Waldstadion, conosciuto come il Scholz-Arena a fini di sponsorizzazione, è uno stadio polivalente di Aalen, in Germania. È utilizzato principalmente per le partite di calcio, ed è lo stadio di casa del VfR Aalen. Lo stadio è in grado di contenere circa 14 500 persone.